# عبد الله بن محمد الطيار العمودي
عبد الله بن محمد الطيار العمودي فقيه وقائد سياسي استطاع أن يحتل الخريبة في وادي دوعن الأيمن جميعه سنة 837 هـ. ولكن في السنة التي تليها أرجع السلطان فارس بن سليمان الكندي وحلفاؤه ما أخذه العمودي عليه من وادي دوعن الأيمن والخريبة، وعاد كل منهم إلى بلده. ثم انتقل إلى ذمار في شمال اليمن وتوفي بها. ومن مآثره مسجد له ببلدة العرسمة، وأراضٍ واسعة في منتصف مدينة ذمار أوقفها لتكون مقبرة للمسلمين وتعرف باسم «مقبرة العمودي».

## نسبه
عبد الله بن محمد الطيار بن عثمان بن عمر مولى خضم بن محمد بن سعيد بن عيسى بن أحمد  بن سعيد بن أحمد بن سعيد عمود الدين بن عيسى بن شعبان بن عيسى بن داوود بن محمد بن نوح بن طلحة بن عبد الله بن عبد الرحمن بن أبي بكر الصديق.
فهو الحفيد 19 لخليفة رسول الله أبي بكر الصديق في سلسلة نسبه.